# 1997 en numismatique
Chronologie de la numismatique
- 1996 en numismatique - 1997 en numismatique - 1998 en numismatique

Cet article présente les faits marquants de l'année 1997 en numismatique.

## Principaux événements numismatiques de l'année 1997

### Par dates

#### Mars
- 1er mars 1997 : 
  -  France : début du retrait de la circulation du billet de 500 francs Pascal[1]

#### Septembre
- 17 septembre 1997 : 
  -   Allemagne : présentation à Bonn des faces nationales des pièces allemandes en euro par le ministre allemand des finances, Theodor Waigel.

#### Octobre
- 17 septembre 1997 : 
  -   Belgique : présentation des faces nationales des pièces belges en euro par le ministre belge des finances, Philippe Maystadt.

#### Novembre
- 14 novembre 1997 : 
  -   Autriche : présentation des faces nationales des pièces autrichiennes en euro.

#### Décembre
- 15 décembre 1997 : 
  -  France : mise en circulation du billet de 100 francs Cézanne[1]

#### Année
- France : émission des pièces commémoratives suivantes :
  - Pièce de 2 francs Georges Guynemer
  - Pièce de 100 francs André Malraux